# 𐞡
Cette page contient des caractères spéciaux ou non latins. S’ils s’affichent mal (▯, ?, etc.), consultez la page d’aide Unicode.
𐞡, appelée y culbuté sanglé en exposant, y culbuté sanglé supérieur ou lettre modificative y culbuté sanglé, est un symbole phonétique de certaines variantes de l’alphabet phonétique international. Il est formé de la lettre y culbuté sanglé ‹ 𝼆 › mise en exposant.

## Utilisation
Dans certaines transcriptions utilisant les extensions de l’alphabet phonétique international (API), ‹ 𐞡 › peut être utilisé pour indiquer l’articulation fricative latérale palatale.

## Représentations informatiques
La lettre modificative y culbuté sanglé peut être représenté avec les caractères Unicode suivants (Latin étendu – F) :
| formes       | représentations | chaînes de caractères | points de code | descriptions                                   | note                            |
| ------------ | --------------- | --------------------- | -------------- | ---------------------------------------------- | ------------------------------- |
| modificative | 𐞡               | 𐞡                     | U+107A1        | lettre modificative minuscule y culbuté sanglé | codé pour le symbole phonétique |